# Magaye Gueye
Magaye Serigne Falilou Dit Nelson Gueye (ur. 6 lipca 1990 w Nogent-sur-Marne) – francuski piłkarz senegalskiego pochodzenia występujący na pozycji napastnika.

## Kariera klubowa
Gueye piłkarskiego rzemiosła uczył się w RC Strasbourg już od 2003 roku, a pierwszy profesjonalny kontrakt podpisał trzy lata później – w 2008 roku. Po dobrym sezonie sekundy Ligue 2, zagrał 24 mecze i zdobyć 9 goli. 1 lipca 2010 roku wstąpił do klubu angielskiej Everton F.C..
31 stycznia 2013 roku  przeszedł na zasadzie wypożyczenia do Stade Brestois 29.
| Sezon   | Klub              | Kraj    | Rozgrywki      | Mecze | Bramki | Rozgrywki Europy | Mecze | Bramki |
| ------- | ----------------- | ------- | -------------- | ----- | ------ | ---------------- | ----- | ------ |
| 2007/08 | RC Strasbourg B   | Francja | CFA            | 6     | 0      | -                | -     | -      |
| 2008/09 | RC Strasbourg     | Francja | Ligue 2        | 3     | 0      | -                | -     | -      |
| 2009/10 | RC Strasbourg     | Francja | Ligue 2        | 33    | 1      | -                | -     | -      |
| 2010/11 | Everton F.C.      | Anglia  | Premier League | 5     | 0      | -                | -     | -      |
| 2011/12 | Everton F.C.      | Anglia  | Premier League | 16    | 1      | -                | -     | -      |
| 2012/13 | Everton F.C.      | Anglia  | Premier League | 2     | 0      | -                | -     | -      |
| 2012/13 | Stade Brestois 29 | Francja | Ligue 1        | 7     | 0      | -                | -     | -      |
| 2013/14 | Everton F.C.      | Anglia  | Premier League | 0     | 0      | -                | -     | -      |

Stan na: 12 czerwca 2013 r.

## Kariera reprezentacyjna
Gueye grał w młodzieżowych reprezentacjach Francji w wielu kategoriach wiekowych.